# Poblado ibérico del Far
El poblado ibérico del Far o de la Colina del Viento es un asentamiento iberio de la tribu de los layetanos, situado en la Colina del Viento, en Llinás del Vallés, dominando la plana del Vallés. Ha sufrido muchos saqueos y fue excavado muy intensamente, por última vez en 1984, por el arqueólogo Jordi Pardo. Dejó de ser habitado con la romanización y no se volvió a utilizar hasta el siglo IX, pues así se databa en las fechas de las tumbas.

## Acceso
Desde la carretera B-510, de Llinás en Dosrius, se coge el camino del Far, en el parque del Montnegre y el Corredor. Pasado el desvío de Castillo del Far a 300 m, el poblado ibérico se encuentra en ambos lados del camino dentro de una zona cubierta de bosque mixto de pino y encina.

## Descripción del yacimiento
El poblado es triangular y tiene una extensión de más de 6 hectáreas, con una gran cantidad de silos y con pocos habitáculos, y se han detectado signos de romanización en algunos montones de tejas romanas encontradas. Disponía de murallas de grueso considerable, pertenecientes a diferentes épocas.
Los habitantes eran agricultores y ganaderos, que solo necesitaban un cobijo para dormir, porque su vida transcurría al aire libre. Comerciaban con griegos, cartagineses y romanos. Almacenaban los cereales en los silos, que, muy tapados, les permitían tener reservas. Las casas eran de planta rectangular y de una o dos habitaciones de 20 a 25 m², y se ha encontrado una entera. La industria textil estaba desarrollada y había numerosas piezas de telar. También trabajaban la metalurgia y la cerámica.